# 시몽 반자
시몽 보코테 반자(프랑스어: Simon Bokoté Banza, 1996년 8월 13일 ~ )는 콩고 민주 공화국의 축구 선수이다. 그의 포지션은 공격수로, 현재 포르투갈 프리메이라리가의 브라가에서 활약하고 있다.
랑스에서 리그 1과 리그 2를 포함해 총 98경기에 출전해 16골을 넣은 그는 이후 포르투갈 프리메이라리가의 파말리캉과 브라가에서 뛰게 되었다. 성인 국가대표팀 데뷔전을 치른 직후, 그는 2023년 아프리카 네이션스컵 명단에 선발되었다.

## 클럽 경력

### 랑스
우아즈, 크레유에서 태어난 반자는 랑스에서 성인 무대 경력을 시작했으며, 처음에는 4부 리그의 리저브 팀에서 활동했다. 2016년 5월 6일, 그는 2-1로 패한 부르캉브레스와의 경기에서 리그 2 데뷔골을 기록했다.
2017년 1월, 반자는 샹피오나 나시오날의 베지에로 시즌이 끝날 때까지 임대되었다. 같은 해 8월, 그는 룩셈부르크 내셔널디비전의 UT 페탕주로 임대 이적했다. 2018년 4월 15일, 그는 4-1로 이긴 US 에슈와의 홈경기에서 해트트릭을 기록하는 등 활약을 펼치며 득점 순위 6위인 13골로 시즌을 마쳤다.
2019년 5월 24일, 반자는 2-1로 이긴 트루아와의 플레이오프 준결승 2차전 경기에서 연장전 결승골을 기록했다. 다음 시즌에 그는 2019년 12월 3일, 3-0으로 이긴 샹블리와의 홈경기에서 넣은 2골을 포함해 총 7골을 넣으며 랑스가 준우승으로 리그 1에 승격하는 데 일조했다. 18일 후 그는 1-0으로 이긴 니오르와의 스타드 볼라르트 들렐리스에서 열린 경기에서 퇴장당했다.

### 파말리캉
2021년 8월 31일, 반자는 2021-22 시즌까지 포르투갈의 파말리캉으로 임대 이적했다. 12일 후, 그는 2-2로 비긴 모레이렌스와의 프리메이라리가 경기에서 데뷔전을 치렀고, 데뷔골이자 멀티골을 기록했다. 그는 10월 23일, 산타클라라와의 경기에서 멀티골을 기록했지만 퇴장을 당하기도 했다. 그는 29경기에서 14골을 넣으며 리그 득점 순위 공동 7위로 시즌을 마쳤다. 그 중에는 3-2로 이긴 브라가와의 리그 마지막 홈경기에서 기록한 멀티골도 포함돼 있다.

### 브라가
2022년 7월 19일, 반자는 브라가와 €3M의 이적료에 5년 계약을 체결하였고, €30M의 바이아웃 조항 또한 포함됐다. 8월 7일, 그는 3-3으로 비긴 스포르팅 CP와의 홈 개막전 경기에서 데뷔전을 치렀고, 데뷔골을 기록했다. 5일 후, 그는 3-0으로 이긴 전 소속팀 파말리캉과의 경기에서 멀티골을 기록했다.

## 국가대표팀 경력
반자는 프랑스에서 콩고 민주 공화국 부모님 사이에서 태어났다. 2023년 10월 2일, 그는 친선 경기를 앞둔 콩고 민주 공화국 대표팀에 소집되었다. 그는 11일 후, 1-1로 비긴 스페인 무르시아에서 열린 뉴질랜드와의 경기에서 세드리크 바캄부와 교체 투입되어 경기 마지막 11분을 소화하며 데뷔전을 치렀다. 그는 다음 해 초 코트디부아르에서 열리는 2023년 아프리카 네이션스컵에 참가한 콩고 민주 공화국 국가대표팀 명단에 이름을 올렸다.

## 수상 내역
개인
- 프리메이라리가 이달의 선수: 2022년 8월[21]
- 프리메이라리가 이달의 공격수: 2022년 8월[22]